# Tangermünde
Tangermünde é um município da Alemanha, situado no distrito de Stendal, no estado de Saxônia-Anhalt. Tem 89,87 km² de área, e sua população em 2019 foi estimada em 10.319 habitantes.